# Al·lohip
L'al·lohip (Allohippus stenonis) és una espècie extinta de mamífer perissodàctil de la família dels èquids que visqué a Euràsia entre el Pliocè i el Plistocè mitjà. Se n'han trobat restes fòssils a Bulgària, Croàcia, Espanya (incloent-hi Gavà i el jaciment de Casablanca 1, a Artana), França, Geòrgia, Grècia, Hongria, Itàlia, el Kazakhstan, el Regne Unit, Romania, Rússia, el Tadjikistan i Turquia. Anteriorment classificat en el gènere Equus, des del 2019 és l'única espècie del gènere Allohippus. Semblava una zebra. Es calcula que feia 1,4 m d'alçada a la creu. Tenia el musell llarg i l'esquena còncava.